# Trichopeltella montana
Trichopeltella montana är en svampart som först beskrevs av Marjan Raciborski, och fick sitt nu gällande namn av Franz Xaver von Höhnel 1910. Trichopeltella montana ingår i släktet Trichopeltella och familjen Microthyriaceae.   Inga underarter finns listade i Catalogue of Life.